# Levin (Neuseeland)
Levin ist eine Stadt im Horowhenua District der Region Manawatū-Whanganui auf der Nordinsel von Neuseeland. Sie ist Verwaltungssitz des Distrikts.

## Namensherkunft
Ursprünglich sollte die Stadt nach einer Vereinbarung mit dem Māori-Chief Te Rangihiwinui Kepa Tautoka genannt werden, später dann aber nach dem Wellingtoner Kaufmann und Politiker William Hort Levin benannt, der unter anderem Gründungsdirektor der Wellington-Manawatu Railway Company war.

## Geographie
Die Stadt befindet sich in einer fruchtbaren Ebene, rund 85 km nordöstlich von Wellington und 40 km südwestlich von Palmerston North. Östlich und südöstlich der Stadt erhebt sich die Gebirgskette der bis zu 1546 m hohen Tararua Range und westlich der Stadt befindet sich der Lake Horowhenua.

## Bevölkerung
Zum Zensus des Jahres 2013 zählte der Ort 15.735 Einwohner.

## Infrastruktur

### Straßenverkehr
Durch die Stadt führt der New Zealand State Highway 1, der Levin mit Wellington im Süden und nach Norden hin mit den nördlichen Landesteilen verbindet. Südlich der Stadt zweigt der State Highway 57 vom State Highway 1 ab, führt östlich an der Stadt vorbei und verbindet sie mit Palmerston North im Nordosten.

### Schienenverkehr
Der Bahnhof von Levin liegt an der North Island Main Trunk Railway. Hier verkehren der Overlander, der Wellington mit Auckland verbindet, und die Capital Connection von Palmerston North nach Wellington.

### Bildungswesen
Im Stadtgebiet befinden sich zwei Außenstellen der Victoria University of Wellington und zwei Colleges, das Waiopehu und das Horowhenua College.

## Sehenswürdigkeiten
In der Stadt befindet sich das Tokomaru Steam Engine Museum, dass etwas über die Blütezeit des Eisenbahnverkehrs der Region erzählt.

## Persönlichkeiten
- George Silk (1916–2004), Fotograf
- Nancy Adams (1926–2007), Botanikerin, botanische Künstlerin und Kuratorin
- William Bradfield (1927–2014), Amateurastronom
- Terry Manners (* 1939), Marathonläufer
- Tracey Martin (* 1964), Politikerin
- Carlos Spencer (* 1975), Rugby Union-Spieler
- Jaxon Evans (* 1996), Autorennfahrer